# Klub Futbollistik Kosova Prishtinë
Il Klub Futbollistik Kosova Prishtinë (in serbo Фудбалски клуб Косова Приштина?), meglio noto come Kosova Prishtinë, o semplicemente Kosova, è una società calcistica del Kosovo con sede nella città di Prishtina. Attualmente milita nella Liga e Parë, la seconda divisione del campionato kosovaro di calcio.

## Palmarès

### Competizioni nazionali
- Coppa del Kosovo: 1

2003-2004

### Altri piazzamenti
- Supercoppa del Kosovo:

Finalista: 2004